# 비바 블루
비바 블루(Viva Blue)는 캐나다 온타리오주 요크 지역에서 운행하는 비바 간선 급행 버스 노선으로 핀치/리치먼드/뉴마켓 또는 영 스트리트 연선 버스로 알려져있다. 토크 교통 (Tok Transit) 이 준공영으로 운행하며 요크 지역 교통에서 가장 바쁜 버스 노선이기도 하다.

## 역사
비바 블루는 2005년 9월 4일에 핀치역에서 버나드 터미널까지 개통하였다. 버나드에서 뉴마켓 버스 터미널 구간은 두 달 뒤인 11월 20일에 개통하였다. 비바 블루 버스 중 일부는 버나드역에서 중간 종착한다.
비바 블루는 추후에 뉴마켓 터미널에서 리치먼드힐 센터 터미널까지 대부분 구간을 버스전용차로에서 달리게 된다. 영 스트리트 버스전용차로는 1단계와 2단계가 각각 2019년과 2020년에 개통하며, 이후 버스전용차로는 수요에 따라 경전철로 변환 공사를 할 수도 있다.
영 스트리트 버스전용차로는 원래 19번 애비뉴에서 핀치역까지 다다를 예정이였으나 지하철 연장 설이 돌면서 이 구간의 공사는 무산되었다.
비바 블루의 리치먼드힐 구간은 교외 대중교통 노선 치고는 이용객이 많은 편이지만 영-유니버시티 선의 승객이 이미 포화 상태인 관계로 요크 지역 연장은 불투명하다.

## 노선 정보
비바 블루 노선은 26개 정류장이 있으며, 평상시에 비바 블루는 핀치역에서 버나드와 뉴마켓행 버스를 번갈아 운행한다. 출퇴근 시간에는 리치먼드힐 센터 터미널을 통과하는 비바 블루 A도 운행한다. 비바 블루의 정류장 목록은 아래와 같다.
| 정류장 이름 (한글)     | 정류장 이름 (영문)            | 환승 노선 | 소재지             |
| ---------------------- | ----------------------------- | --- | ------------------ |
| 뉴마켓 터미널          | Newmarket Terminal            | 22A, 44, 50, 52, 55, 55B, 56 57, 57A, 98, 98E, 99, 420, 430, 520, 521 65, 66, 66A, 68                                                                           | 뉴마켓             |
| 데이비스               | Davis                         | 50, 52, 55, 55B, 98, 98E, 99, 521 66 | 뉴마켓             |
| 이글                   | Eagle                         | 22A, 56, 65, 98, 98E, 99, 520, 521 | 뉴마켓             |
| 멀록                   | Mulock                        | 22A, 65, 98, 98E, 99, 420 | 뉴마켓             |
| 새비지                 | Savage                        | 22A, 57, 57A, 65, 98, 98E, 99, 420 | 뉴마켓             |
| 오처드하이츠           | Orchard Heights               | 22A, 31, 98, 98E, 99 | 오로라             |
| 웰링턴                 | Wellington                    | 22A, 31, 32, 33, 33A, 54, 65, 98, 99, 223, 223A | 오로라             |
| 골프링크스             | Golf Links                    | 22A, 31, 32, 98, 98E, 99 | 오로라             |
| 헨더슨                 | Henderson                     | 22A, 31, 32, 98, 99, 428 | 오로라             |
| 블루밍턴               | Bloomington                   | 22, 22A, 32, 84, 98, 98E, 99, 429 | 오로라, 리치먼드힐 |
| 레가타                 | Regatta                       | 22, 22A, 91B, 98, 98E, 99 | 리치먼드힐         |
| 킹                     | King                          | 22, 22A, 84, 91B, 98, 98E, 99 | 리치먼드힐         |
| 제퍼슨                 | Jefferson                     | 15, 81, 98, 98E, 99 | 리치먼드힐         |
| 19번가 - 갬블          | 19th-Gamble                   | 81, 98, 98E, 99, 442, 447, 450 | 리치먼드힐         |
| 버나드 터미널          | Bernard Terminal              | 81, 83, 86, 98, 98E, 99, 441, 443, 447, 448, 590 | 리치먼드힐         |
| 엘긴 밀스              | Elgin Mills                   | 80, 86, 98, 99, 441, 445, 448, 589 | 리치먼드힐         |
| 크로스비               | Crosby                        | 83A, 98, 99, 441, 590 | 리치먼드힐         |
| 메이저 매켄지          | Major Mackenzie               | 4, 4A, 25, 98, 99, 589, 590 | 리치먼드힐         |
| 웰드릭                 | Weldrick                      | 61, 83A, 86, 98, 99, 242, 589, 590 | 리치먼드힐         |
| 16번가 - 카빌          | 16th-Carrville                | 16, 61, 85, 85C, 86, 98, 99 | 리치먼드힐         |
| 밴트리 - 스콧          | Bantry-Scott                  | 61, 98, 99 | 리치먼드힐         |
| 리치먼드힐 센터 터미널 | Richmond Hill Centre Terminal | 1, 83, 86, 87, 91B, 98, 99, 443, 444, 760 랭스태프역 ( 61) 40, 51, 52, 54                                                                                       | 리치먼드힐         |
| 로열오처드             | Royal Orchard                 | 3, 32, 77A, 98, 99, 760 32 | 마컴, 본           |
| 센터                   | Centre St.                    | 3, 32, 77A, 98, 99, 760 32 | 마컴, 본           |
| 클라크                 | Clark                         | 2, 5, 77, 77A, 98, 99, 760 32 | 마컴, 본           |
| 스틸즈                 | Steeles                       | 53, 60, 320, 353, 953, 960 2, 5, 23, 77, 77A, 91, 91A, 98, 99, 760 32                                                                                           | 마컴, 본           |
| 핀치 버스 터미널       | Finch GO Bus Terminal         | 핀치역 ( 36, 39, 42, 53, 60, 97, 125, 320, 336, 339, 939, 960) 2, 5, 23, 77, 77A, 88, 91, 91A, 98E, 99, 300, 301, 302, 303, 304, 760 19, 27, 32, 34, 67, 92, 96 | 마컴, 본           |

## 같이 보기
- 비바 (간선 급행 버스)
- 영가 (도로)